# کاراگای (شهرستان کویورگازینسکی، باشقیرستان)
کاراگای (انگلیسی: Karagay, Kuyurgazinsky District, Republic of Bashkortostan) یک شهرک در شهرستان کویورگازینسکی جمهوری باشقیرستان در کشور روسیه است.